# エリック・カリエール
エリック・カリエール（Éric Carrière, 1973年5月24日 - ）は、フランス、アリエージュ県フォワ出身の元サッカー選手。ポジションはミッドフィールダー。元フランス代表。
所属チームではフリーキックやコーナーキックのキッカーを務めた。

## 経歴
1996年、FCナントでデビュー。FCナントでは中心選手として2000-01シーズンのリーグを制し、自身もリーグ最優秀プレイヤーとして選出された。シーズン終了後に移籍したオリンピック・リヨンでも続けて3連覇を果たす。2004年より所属したRCランスの降格に伴い、2008-09シーズンからはディジョンFCOでプレー、2010年に同チームで現役を引退した。
フランス代表としても10試合に出場し、5得点を挙げている。2001年に開催されたコンフェデレーションズカップにて、28歳で代表初出場という遅咲きのデビューとなったが、この大会では2得点を挙げる活躍を見せ優勝に貢献した。

## 所属クラブ
- FCナント 1996-2001
- オリンピック・リヨン 2001-2004
- RCランス 2005-2008
- ディジョンFCO 2008-2010